# Messerschmitt Me.321
Мессершмитт Ме. 321 (нем. Messerschmitt Me. 321) — немецкий тяжёлый транспортный планёр.

## История
Первый полёт совершил в 1941 году. Изначально разрабатывался для транспортировки тяжёлой техники массой до 20 тонн при высадке на Британские острова. После создания планёра была обнаружена проблема с отсутствием подходящего буксировщика, для разрешения которой был создан Heinkel He. 111Z.
В 1942 году Me. 321 привлекались для перевозки грузов между Ригой и Оршей, а также для снабжения частей вермахта, окружённых под Демянском. В начале 1943 года в ходе битвы за Кавказ Me. 321 c крымских аэродромов доставляли грузы войскам вермахта на Кубани, обратными рейсами вывозя раненых.
Кроме того, Me. 321 послужил основой для создания тяжёлого транспортного самолёта Messerschmitt Me. 323 «Гигант».

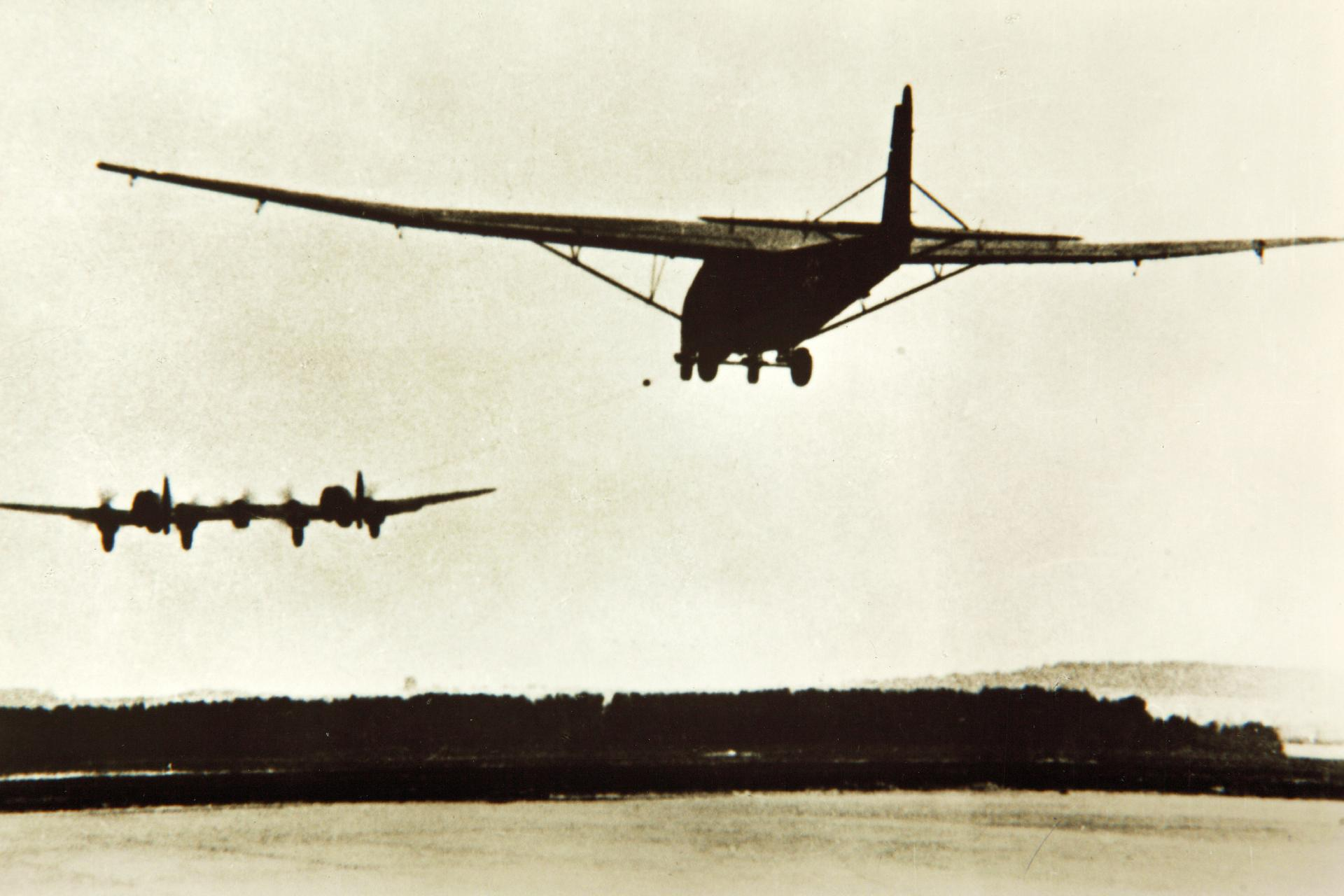
Heinkel He. 111Z буксирует Me. 321

## Технические характеристики
| Me. 321                   |                               |
| Характеристика            | Значение                      |
| Экипаж                    | 3 человека (+130 десантников) |
| Площадь крыла             | 300 м²                        |
| Грузовой отсек            | 100 м³                        |
| Длина                     | 28,15 м                       |
| Высота                    | 10 м                          |
| Размах крыла:             | 55 м                          |
| Масса пустого:            | 11 300 кг                     |
| Нормальная взлетная масса | 34 400 кг                     |
| Аэродинамическое качество | 8                             |
| Скорость буксировки       | 220 км/ч                      |